# Estadio Termalica Bruk-Bet
El Estadio Termalica Bruk-Bet (en polaco: Stadion Termaliki Bruk-Bet), es un estadio de fútbol ubicado en Nieciecza, Polonia. Es el estadio donde el LKS Nieciecza, conocido también por motivos de patrocinio como Termalica Bruk-Bet, juega sus partidos como local.
El estadio empezó a ser construido en 2007 sobre el lugar donde se asientaba el anterior estadio del LKS Nieciecza. Durante la construcción de las nuevas instalaciones, el Termalica se tuvo que trasladar a la localidad de Mielec y disputar sus partidos como local en el estadio del Stal Mielec. El nuevo Estadio Termalica Bruk-Bet fue inaugurado a mediados de 2015 y el primer partido disputado enfrentó al Termalica Bruk-Bet Nieciecza ante el Lech Poznań en la séptima ronda de la Ekstraklasa 2015/16. Actualmente el Sandecja Nowy Sącz juega sus partidos como local en Nieciecza debido a la remodelación de su estadio